# София Виттельсбах
София Виттельсбах (1170—1238) — дочь Оттона I, графа Пфальца, позже герцога Баварии, и его жены Агнессы Лоонской. Член дома Виттельсбахов.
В 1196 году София вышла замуж за Германа I, ландграфа Тюрингии; она стала его второй супругой. У них было шестеро детей: 
- Ирмгарда (ок. 1197 — ок. 1244); муж: с 1211 Генрих I Толстый (ок. 1070 — 8 мая 1251 / 17 мая 1252), граф Ангальта с 1212
- Герман (до 1200 — 31 декабря 1216)
- Людвиг IV Святой (28 октября 1200 — 11 сентября 1227), ландграф Тюрингии и пфальцграф Саксонии с 1217 (не был официально канонизирован, но в Германии его называют святым)
- Генрих IV Распе (ок. 1204 — 19 февраля 1247), ландграф Тюрингии и пфальцграф Саксонии с 1241, антикороль Германии с 1246
- Агнесса (ок. 1205 — 24 февраля до 1244); 1-й муж: с 1225 Генрих Жестокий фон Бабенберг (1208 — 3 января 1228); 2-й муж: после 1229 Альбрехт I (ок. 1190 — 27 сентября / 7 ноября 1260), герцог Саксонии с 1212
- Конрад (ок. 1206 — 24 июля 1241), Великий Магистр Тевтонского ордена